# 奈良県道245号助命下荻線
奈良県道245号助命下荻線（ならけんどう245ごう ぜみょうしもおおぎせん）は、奈良県山辺郡山添村から奈良市に至る一般県道である。

## 概要
山辺郡山添村大字助命から奈良市荻町に至る。

### 路線データ
- 起点：山辺郡山添村大字助命（奈良県道214号月瀬三ケ谷線交点）
- 終点：奈良市荻町（奈良県道25号月瀬針線交点）

## 歴史
- 1972年（昭和47年） - 路線認定。

## 地理

### 通過する自治体
- 奈良県
  - 山辺郡山添村 - 奈良市 - 山辺郡山添村 - 奈良市

### 交差する道路
| 交差する道路              | 市町村名 | 市町村名 | 交差する場所           | 交差する場所 |
| ------------------------- | -------- | -------- | ---------------------- | ------------ |
| 奈良県道214号月瀬三ケ谷線 | 山辺郡   | 山添村   | 大字助命               | 起点         |
| 大和高原広域農道          | 山辺郡   | 山添村   | 大字伏拝（ふしおがみ） |              |
| 奈良県道127号北野吐山線   | 奈良市   | 奈良市   | 下深川町               |              |
| 奈良県道25号月瀬針線      | 奈良市   | 奈良市   | 荻町                   | 終点         |

### 沿線
- 奈良若草カントリー倶楽部